# Antonio Vázquez Vialard
Antonio Vázquez Vialard, cuyo nombre completo era Antonio Luis Roberto Vázquez Vialard, fue un jurista, juez y laboralista argentino que nació en Buenos Aires, Argentina, el 30 de marzo de 1922 y falleció en la misma ciudad el 7 de septiembre de 2007.

## Carrera profesional
Estudió en la Facultad de Derecho y Ciencias Sociales de la Universidad de Buenos Aires, donde obtuvo el título de abogado en 1943 y se doctoró en 1970 con su tesis Relaciones humanas en el mundo del trabajo que el jurado calificó como sobresaliente y recomendó para el Premio Facultad, que obtuvo el Premio Dr. Alejandro M. Unsain (a la mejor tesis de Derecho del Trabajo y de la Seguridad Social presentada en una Facultad de Derecho en el período 1969-1972) y a la cual la editorial La Ley galardonó con el premio a la mejor tesis jurídica del país del período 1967-1970. Enrolado en el humanismo cristiano, fue miembro de la Acción Católica.
Ejerció su profesión de abogado y luego fue juez de la Cámara Nacional de Apelaciones del Trabajo entre 1976 y 1994 en que se jubiló, sin perjuicio de lo cual fue después convocado a la misma como Juez subrogante hasta que el avance de su enfermedad lo obligó a retirarse definitivamente en 2006.

## Obras
Escribió más de 500 estudios y artículos, especialmente en los campos del derecho laboral y de la seguridad social, pero también en temas económicos, educativos y de filosofía social, publicados en diarios y revistas jurídicas del país y del exterior. Dirigió un Tratado de Derecho del Trabajo en cinco tomos (1982-1985) y la Ley de Contrato de trabajo comentada y concordada (2005), en las que igualmente escribió algunos capítulos. Fue autor de numerosas obras jurídicas, como El trabajo humano (1970), Derecho del Trabajo y de la Seguridad Social (con numerosas ediciones entre 1979 y 1996), El sindicato en el derecho argentino (1981), La responsabilidad en el derecho del trabajo (1988), y Accidentes y enfermedades de trabajo (1986-1993).

## Labor docente
Fue profesor titular de Derecho del Trabajo y la Seguridad Social y Director de la Carrera de Especialización en Derecho del Trabajo en la Universidad de Buenos Aires, Profesor adjunto de Política y Legislación Social, en la Escuela de Sociología. De la Facultad de Filosofía y Letras de la Universidad de Buenos Aires, profesor de Política Social y Doctrina Social de la Iglesia en la Universidad Católica Argentina, de Derecho Social en la de Belgrano y también dictó cátedra en las universidades Nacional del Sur, Argentina de la Empresa, Austral y Católica de Santa Fe.

## Cargos públicos y participación en asociaciones
En 1966 fue nombrado Director de Asociaciones profesionales del Ministerio de Trabajo y Seguridad Social de Nación y Director de investigaciones del mismo Ministerio se desempeñó como Subsecretario de Seguridad Social del Ministerio de Bienestar Social de la Provincia de Buenos Aires entre 1969 y 1970.
Experto de la Organización Internacional del Trabajo (OIT), fue miembro de número de la Academia Nacional de Derecho y Ciencias Sociales de Buenos Aires (designado en 1991), de la Asociación Argentina de Derecho del Trabajo y de la Seguridad Social –que presidió en dos oportunidades- y de la Academia Iberoamericana de Derecho del Trabajo (designado en 1986), miembro correspondiente del Instituto de Derecho del Trabajo y de la Seguridad Social de la Facultad de Derecho de la Universidad de la República, Montevideo, Uruguay (1995) y participó en congresos y reuniones internacionales. En 2002 fue elegido vicepresidente de la Sociedad Internacional de Derecho del Trabajo y de la Seguridad Social, con sede en Ginebra, Suiza. Ganó los Premios Konex en la especialidad de Derecho Laboral para los período 1976-1985 y 1986-1995 y le fue otorgada la condecoración en grado de Comendador al mérito judiciario del trabajo, otorgado por el Superior Tribunal de Trabajo de Brasil (Resol. del 28/08/82).
Falleció en Buenos Aires el 7 de septiembre de 2007 a los 85 años.